# 上野豊
上野 豊（うえの ゆたか、1915年（大正4年）11月9日 - 2016年（平成28年）3月6日）は、日本の実業家。海運・石油輸送大手の上野トランステック名誉会長、横浜エフエム放送会長。元横浜商工会議所会頭、横浜エフエム放送社長。神奈川県横浜市出身。長男は上野トランステック社長の上野孝。

## 来歴
1937年、旧制横浜高等商業学校（現横浜国立大学）を卒業し、合名会社上野運輸商会に入社。渡辺輝一ゼミ出身。終戦時は陸軍大尉として広島に赴任。被爆するが一命を取り留める。1966年、上野運輸商会社長に就任。1975年株式会社上野運輸商会社長。石油輸送の上野グループを国内大手に育て上げ、石油メジャーのロイヤル・ダッチ・シェルとのつながりも深く、本国のシェル上層部と直接話のできる数少ないひとりと言われた。1985年、横浜エフエム放送代表取締役社長。1987年、上野トランステック代表取締役会長。1992年6月、横浜エフエム放送代表取締役会長。1998年、上野トランステック会長。2008年同名誉会長。
横浜経済界の実力者と言われ、神奈川県公安委員会委員（1976年7月から1991年7月まで5期在任）、横浜商工会議所会頭（1979年から1994年10月まで）、横浜市美術振興財団理事長（1996年）などを歴任した。横浜ベイブリッジの建設促進、新幹線ひかりの新横浜駅停車、横浜能楽堂建設などで中心的な役割を果たした。
2016年3月6日、100歳で死去。同日付で正四位。

## 受賞・受勲など
- 1974年5月 - 紺綬褒章受章
- 1979年11月 - 藍綬褒章受章
- 1979年11月 - 大英帝国勲章（O.B.E）受章
- 1986年11月 - 勲二等旭日重光章受章[1][2]
- 1994年 - 横浜文化賞[1][2]
- 1995年11月 - 神奈川文化賞受賞[1][2]
- 2016年3月 - 正四位